# خفاش جنگلی پرنده‌مانند
خفاش جنگلی پرنده‌مانند (نام علمی: Nyctalus aviator) گونه‌ای خفاش است که در سوراخ‌های درختان و ساختمان‌های قدیمی و گاهی در میانه‌های معدن لانه می‌سازد. این گونه در سراسر شمال شرق آسیا، از شمال شرقی چین و سیبری از طریق شبه‌جزیره کُره تا ژاپن پراکنده است.
دامنه پراکنش آن شامل چین، ژاپن، کره شمالی و کره جنوبی است. حضور آن در روسیه ممکن است اما تأیید نشده است.